# Ланкастер (Тексас)
Ланкастер (енгл. Lancaster) град је у америчкој савезној држави Тексас. По попису становништва из 2010. у њему је живело 36.361 становника.

## Демографија
Према попису становништва из 2010. у граду је живело 36.361 становника, што је 10.467 (40,4%) становника више него 2000. године.
| Група             | 2000.          | 2010.          |
| Белци             | 8.703 (33,6%)  | 4.689 (12,9%)  |
| Афроамериканци    | 13.725 (53,0%) | 24.997 (68,7%) |
| Азијати           | 100 (0,4%)     | 106 (0,3%)     |
| Хиспаноамериканци | 3.001 (11,6%)  | 6.164 (17,0%)  |
| Укупно            | 25.894         | 36.361         |